# Korea.com
Korea.com（코리아닷컴）是韩国的一家门户网站，开始运营于2000年9月。现提供邮件、新闻、购物、就业、证券、生活信息等服务。